# Lista över Sveriges största hamnar
Lista över Sveriges största hamnar grupperade efter godsmängd och passagerantal.

## Hamnar efter godsmängd

### Hamnar med mer än 5 miljoner årston
- Göteborgs hamn
- Trelleborgs hamn[1]
- Preemraff Lysekil, Brofjorden
- Helsingborgs hamn
- Luleå malmhamn
- Malmö hamn
- Karlshamns hamn

### Andra hamnar
- Degerhamn
- Falkenbergs hamn
- Grisslehamns hamn
- Gävle hamn
- Hallands hamnar
- Halmstads hamn
- Hargshamn
- Hjo hamn
- Husums hamn
- Hästholmens hamn
- Kalmar hamn
- Kapellskärs hamn
- Karlskrona hamn
- Karlstads hamn
- Landskrona hamn
- Lidköpings hamn
- Norrköpings hamn
- Nynäshamns hamn
- Norvikshamnen, Nynäshamn
- Oskarshamns hamn
- Oxelösunds hamn
- Piteå hamn
- Simrishamns hamn
- Skellefteå hamn
- Strömstads hamn
- Slite hamn
- Stenungshamns hamnar
- Stockholms hamnar
- Södertälje hamn
- Storugns hamn
- Sundsvalls hamn
- Sölvesborgs hamn
- Trollhättans hamn
- Uddevalla hamn
- Umeå hamn
- Wallhamn
- Varbergs hamn
- Visby hamn
- Västerviks hamn
- Västerås hamn
- Ystads hamn
- Åhus hamn

### Historiska hamnar
- Eskilstuna hamn
- Jönköpings hamn
- Linköpings hamn
- Sollefteå hamn
- Uppsala hamn
- Vänersborgs hamn
- Örebro hamn
- Östersunds hamn

### Typer av gods
Kvantitet i 1 000-tal ton.
| Lasttyp                               | 2011    | 2010    | 2009    | 2008    | 2007    |
| ------------------------------------- | ------- | ------- | ------- | ------- | ------- |
| Totalt                                | 177 093 | 179 579 | 161 823 | 187 778 | 185 057 |
| Flytande bulk (tankfartyg)            | 62 403  | 67 114  | 65 320  | 70 115  | 62 747  |
| Torr bulk (torrlastfartyg)            | 31 833  | 32 748  | 25 911  | 33 741  | 33 641  |
| Containrar                            | 13 961  | 12 942  | 10 865  | 11 654  | 11 699  |
| Roro-enheter                          | 45 737  | 44 175  | 39 503  | 47 201  | 48 895  |
| –därav lastbilar, släp, påhängsvagnar | 37 909  | 35 942  | 32 563  | 38 270  | 39 117  |
| –därav järnvägsvagnar                 | 1 764   | 1 923   | 1 856   | 3 095   | 3 589   |
| –därav övriga roro-enheter            | 6 064   | 6 310   | 5 085   | 5 836   | 6 189   |
| Annan last                            | 23 159  | 22 600  | 20 223  | 25 066  | 28 074  |

Uppgifterna gäller år 2011 och tidigare.

## Största hamnar efter antal passagerare
- Stockholms Hamnar 9 184 000
- Helsingborgs hamn 8 339 000
- Ystads hamn 1 913 000
- Göteborgs hamn 1 637 000
- Visby hamn 1 598 000
- Trelleborgs hamn1 564 000
- Nynäshamns hamn 1 398 000
- Strömstad 1 202 000
- Kapellskärs hamn 924 000
- Grisslehamn 916 000
- Övriga hamnar 1 421 000

Uppgifterna gäller år 2011 för antalet passagerare på fartyg till och från utlandet samt Gotland. Hamnarna angörs dessutom av kryssningsfartyg med totalt 499 000 passagerare under 2011.
Passagerarbåtar och inrikes bilfärjor utom till Gotland är inte med i listan. Den mest trafikerade inrikes bilfärjehamnen är Lilla Varholmen med 2,88 miljoner motorfordon år 2009.